# Луґі (Зволенський повіт)
Луґі (пол. Ługi) — село в Польщі, у гміні Зволень Зволенського повіту Мазовецького воєводства.
Населення — 155 осіб (2011).
У 1975-1998 роках село належало до Радомського воєводства.

## Демографія
Демографічна структура станом на 31 березня 2011 року:
|          | Загалом | Допрацездатний вік | Працездатний вік | Постпрацездатний вік |
| -------- | ------- | ------------------ | ---------------- | -------------------- |
| Чоловіки | 77      | 17                 | 54               | 6                    |
| Жінки    | 78      | 12                 | 50               | 16                   |
| Разом    | 155     | 29                 | 104              | 22                   |